# آلبرت دمچنکو
آلبرت دمچنکو (روسی: Альберт Михайлович Демченко؛ زادهٔ ۲۷ نوامبر ۱۹۷۱) لژسوار اهل روسیه است.
وی همچنین برندهٔ جوایزی همچون نشان دوستی شده‌است.
وی در مسابقات کشوری و بین‌المللی در مجموع برندهٔ ۵ مدال طلا، ۸ مدال نقره، ۴ مدال برنز شده‌است.